# Claude Frédéric t'Serclaes van Tilly

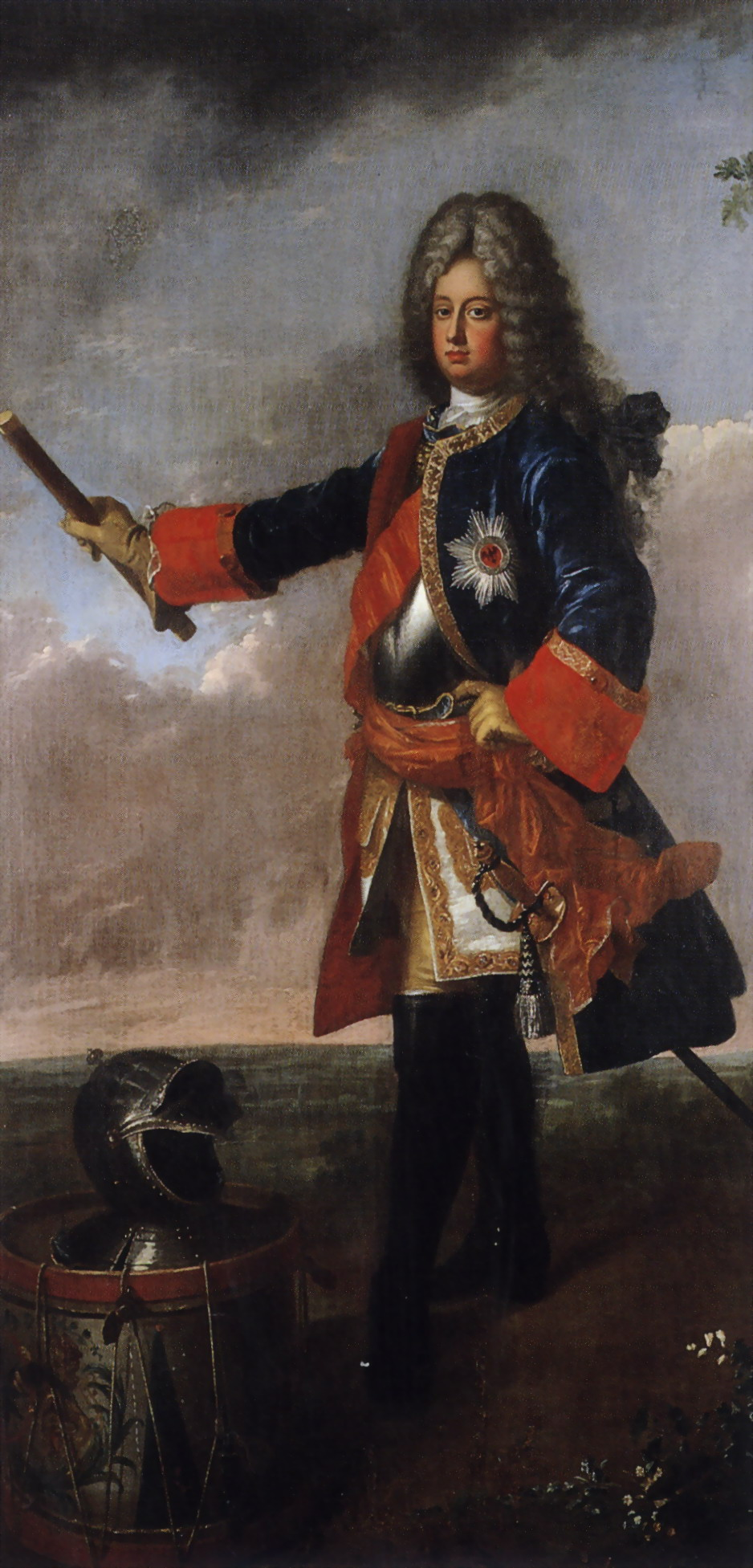
Postuum geschilderd portret door Johann Valentin Tischbein (Slot Fasanerie, Fulda)

Claude-Frédéric t'Serclaes, graaf van Tilly, ook Claudius Frederik van Serclaes (Brussel, juli 1648 - Maastricht, 10 of 20 april 1723) was een vooraanstaand militair in de Zuidelijke en Noordelijke Nederlanden. Hij was onder andere generaal van de cavalerie, later opperbevelhebber van de Staatse troepen en gouverneur van Maastricht.

## Biografie
Tilly stamde uit het oude Zuid-Nederlandse geslacht T'Serclaes, waarvan het stamslot even ten zuiden van Brussel lag. Als jongere zoon werd hij door zijn ouders voorbestemd voor een geestelijke loopbaan. Toen hem een positie als kanunnik aan het kapittel van de Sint-Lambertuskathedraal in Luik werd aangeboden, schrok hij echter hiervoor terug en koos voor een militaire loopbaan.
Tilly diende eerst, samen met zijn broers, in het leger van Frankrijk. Daarna trad hij in dienst van Spanje. In 1672 bood hij zijn diensten aan bij de Staten-Generaal van de Nederlanden. Hij had op 20 augustus 1672 als commandant het bevel over de ruitercompagnieën die de Gevangenpoort in Den Haag bewaakten. Op schriftelijk bevel van de president van de Gecommitteerde Raden Jacob Philip van Boetzelaer, heer van Asperen, trok hij deze troepen terug, waarop de gebroeders Cornelis en Johan de Witt de dood vonden.
Tilly was betrokken bij achtereenvolgens de Hollandse Oorlog (1672-1678), de Negenjarige Oorlog (1688-1697) en de Spaanse Successieoorlog (1701–1714). In 1673 raakte hij gewond bij het Beleg van Maastricht (1673) en een jaar later opnieuw bij de Slag bij Seneffe. In 1675 nam hij deel aan de verovering van Binche. In 1676 assisteerde hij stadhouder Willem III bij diens mislukte aanval op Maastricht. In 1677 vocht hij in de Slag bij Kassel; in 1678 in de Slag bij Saint-Denis.
Op 24 september 1682 ging de graaf een katholiek huwelijk aan met gravin Anna Antoinetta d'Aspremont Lynden (1655-1743). Zij was een zus van de abdis van Munsterbilzen en als weduwe schonk zij veel goederen aan het kapittel aldaar.

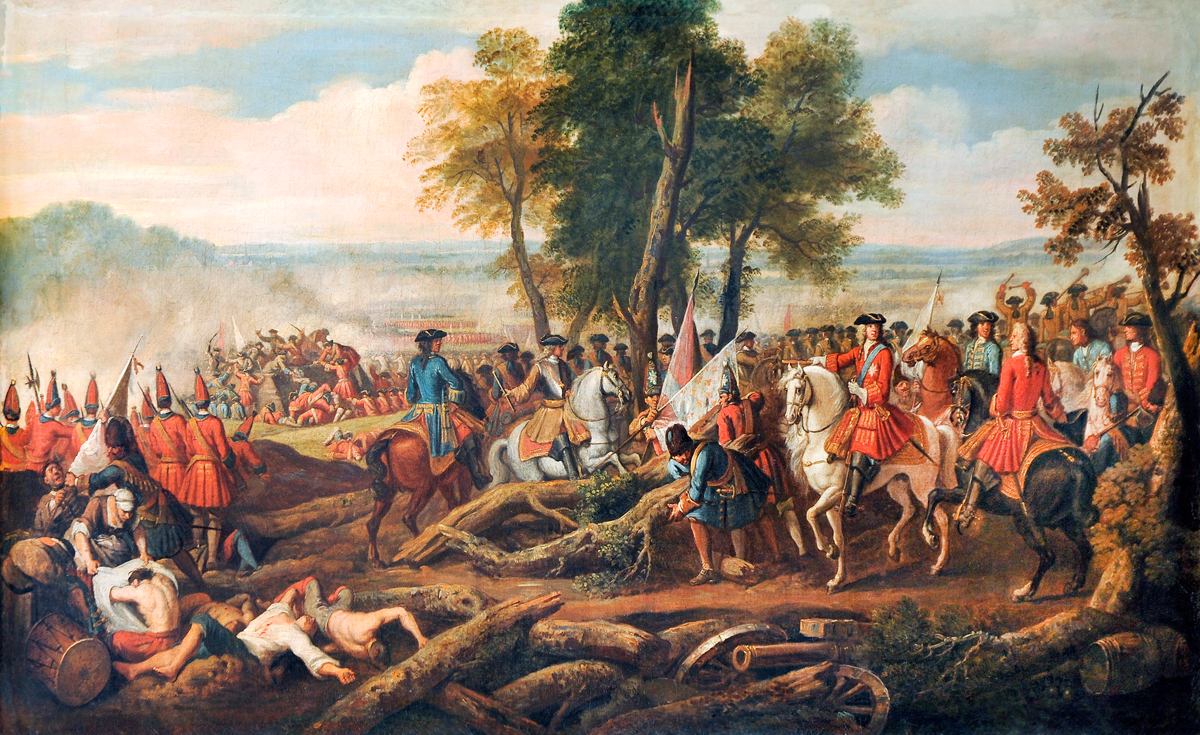
Louis Laguerre: De Slag bij Malplaquet

In 1701 werd Tilly door keizer Leopold I benoemd tot veldmaarschalk-luitenant en in 1708 werd hij opperbevelhebber van de Staatse troepen. In die hoedanigheid gaf hij in september 1709 leiding aan de Staatse troepen in de zeer bloedige Slag bij Malplaquet, waaruit hij samen met de prins van Savoye en de hertog van Malborough als overwinnaar tevoorschijn kwam.
Na de Vrede van Utrecht (1713) kon de 65-jarige Tilly het wat rustiger aan gaan doen. Hij vestigde zich in Maastricht, waar hij in 1714 aan de Grote Gracht het stadspaleisje Hof van Tilly liet bouwen, dat hij na zijn dood aan de stad Maastricht aanbood als logeeradres voor de Luikse commissarissen-deciseurs. In 1718 benoemde de Raad van State hem tot militair gouverneur van Maastricht, als opvolger van Daniël Wolff, baron van Dopff.
Tilly overleed in 1723 en werd begraven in de Sint-Servaaskerk in Maastricht.

## Nalatenschap
Aan Tilly herinneren in Maastricht onder andere de Hof van Tilly, waarvan nog de toegangspoort en een fraaie 18e-eeuwse fontein met reliëf op de binnenplaats bewaard zijn gebleven. Tilly liet ook het Gouvernementsgebouw aan de Bouillonstraat vernieuwen en schonk geld voor de verbouwing van het Penitentenklooster aan de Boschstraat, maar beide gebouwen bestaan niet meer. In de Sint-Servaaskerk bevindt zich een epitaaf van wit en zwart marmer dat herinnert aan een fundatie van de graaf en gravin van Tilly. Zijn weduwe schonk in 1720 diamanten aan dezelfde kerk, ter versiering van een monstrans, maar deze is bij de opheffing van het kapittel van Sint-Servaas verloren gegaan. Wel bewaard is een gedenksteen aan de buitenkant van de Sint-Martinuskerk te Wyck, die aan de schenking van een kapitaal van 5000 gulden herinnert. Zijn wapensteen is verder te zien aan het Academieplein (Jekerkwartier). Een levensgroot portret van de graaf als gouverneur van Maastricht werd in 1768 postuum geschilderd door Johann Valentin Tischbein. Het hing tot 1798 in het gouvernementspaleis, waarna het door de laatste gouverneur, Frederik van Hessen-Kassel, werd opgeëist. Tegenwoordig hangt het met tien andere Maastrichtse gouverneursportretten in het kasteel Fasenerie in Fulda.

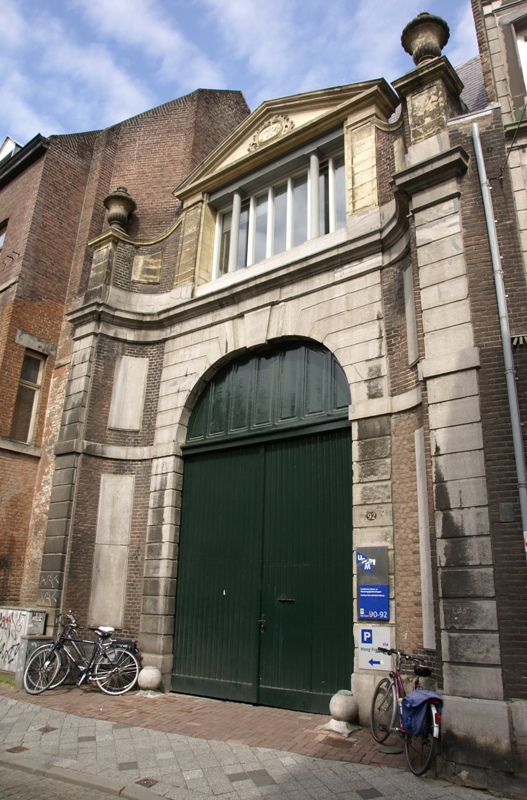
Hof van Tilly, Maastricht
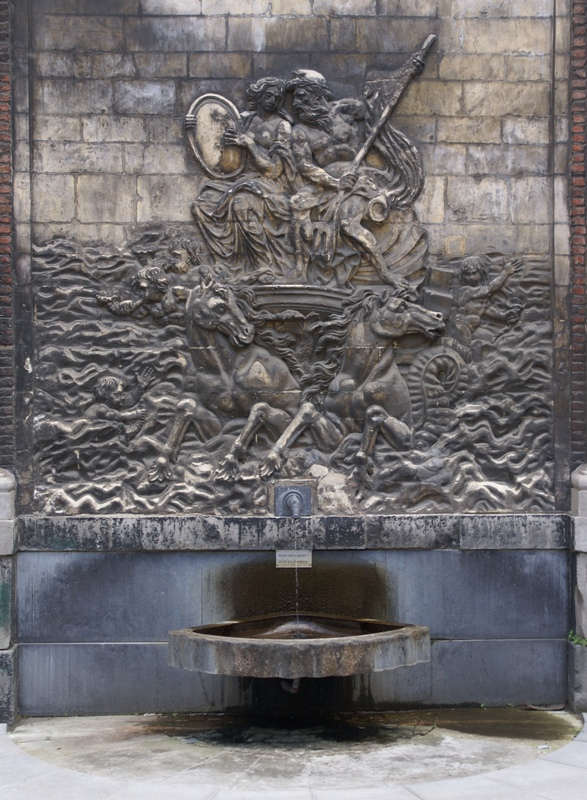
Idem, reliëf binnenplaats
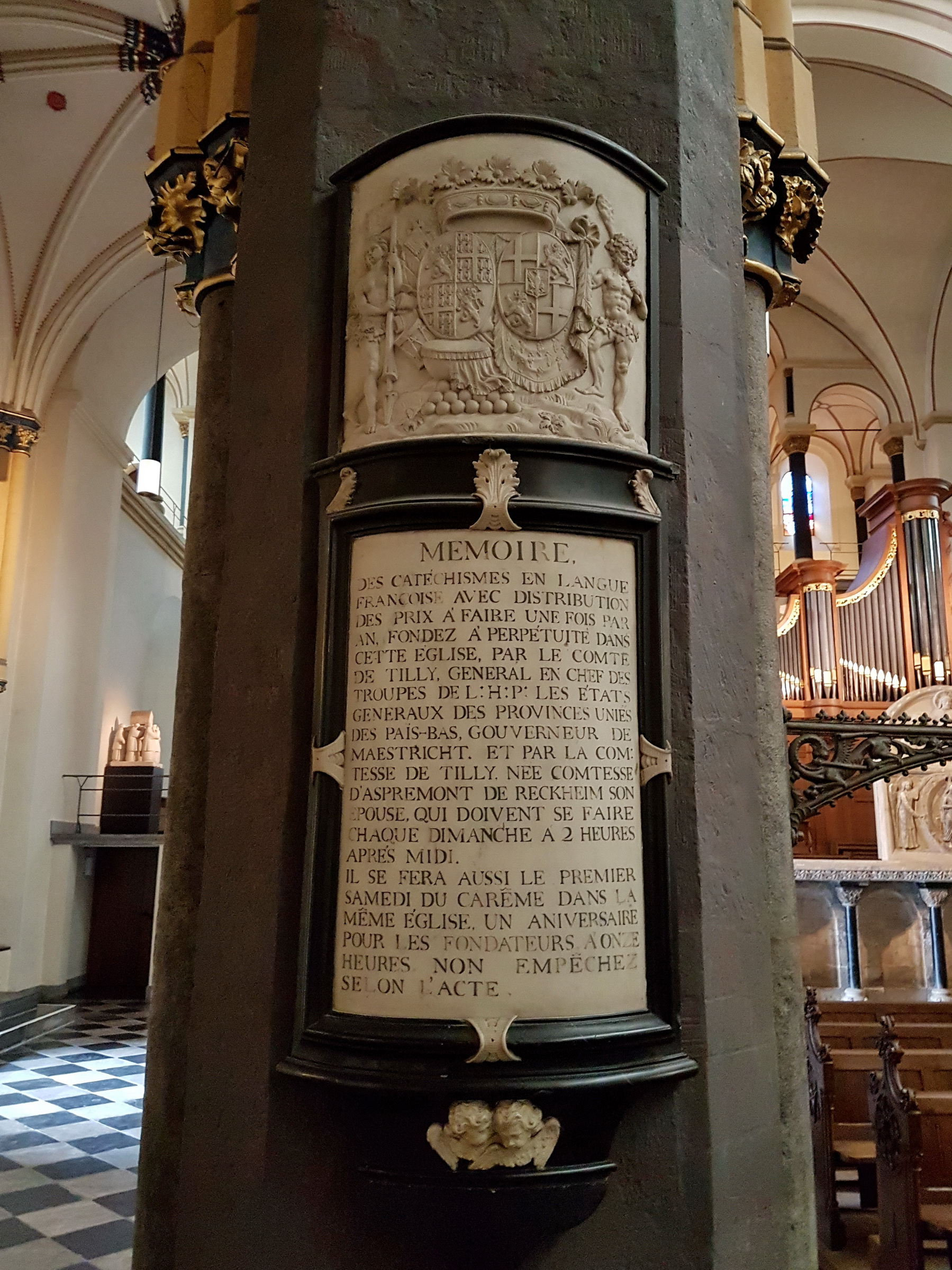
Epitaaf St-Servaasbasiliek
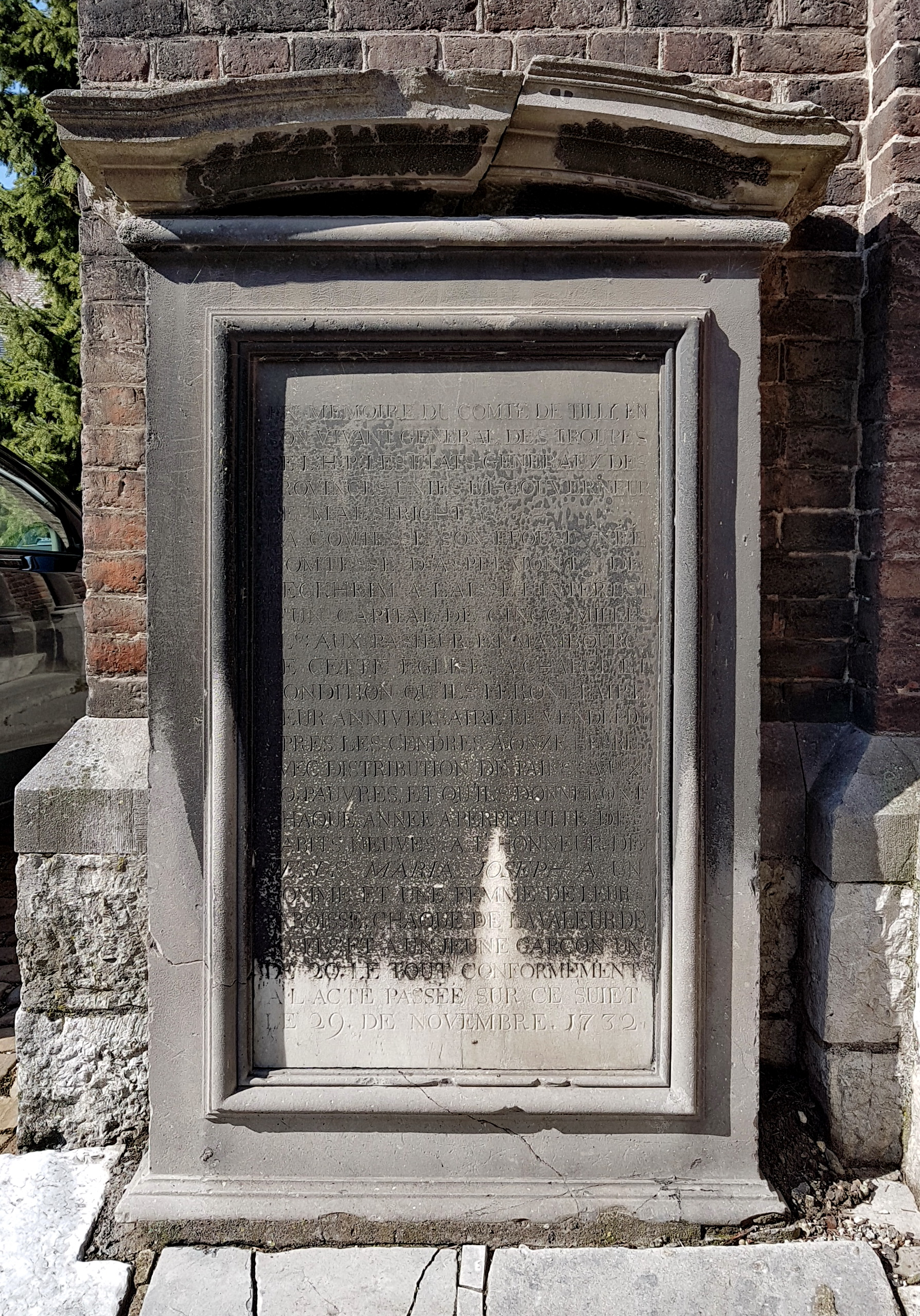
Gedenksteen St-Martinuskerk

- Biografisch Portaal: 56883713
- Gemeinsame Normdatei: 117384151
- Virtual International Authority File: 5707500